# Papiro 124
O Papiro 124 ({\displaystyle {\mathfrak {P}}}124) é um antigo papiro do Novo Testamento que contém fragmentos do capítulo onze da Segunda Epístola aos Coríntios (11:1-4; 6-9).